# Sainte-Sévère

Sainte-Sévère este o comună în departamentul Charente, Franța. În 1 ianuarie 2022 avea o populație de 509 de locuitori.